# Антті Пюхяля
Антті Пюхяля (фін. Antti Pyhälä; 24 вересня 1954 — 15 вересня 1997, Гельсінкі, Фінляндія) — фінський шахіст, 
національний майстер.
Чемпіон Фінляндії 1984 та 1989 років. Срібний призер чемпіонату Фінляндії 1992 р. Бронзовий призер чемпіонату Фінляндії 1987 та 1988 рр. Чемпіон Фінляндії за 1989 р.
У складі збірної Фінляндії учасник п'яти шахових олімпіад (1984, 1986, 1988, 1990 та 1992 рр.), командної першості Європи 1989 р. та ряду інших командних змагань.
Переможець міжнародних турнірів в Еспоо (1987), Гельсінкі (1989) і Куопіо (1995).
З дитинства страждав на ревматичний артрит. В останні місяці життя був прикутий до ліжка.
Після смерті Пюхяля його мати організувала фонд підтримки обдарованих шахістів, проте організація незабаром припинила своє існування.